# 벡터리눅스
벡터리눅스(VectorLinux)는 리눅스계 운영 체제 가운데 하나로 만든 이는 로벨트 S. 란게(Robert S. Lange)와 다렐 스타벰(Darell Stavem)이며 슬랙웨어 리눅스에서 갈라져 나왔다.

## 종류
벡터리눅스는 소호, 표준, 가벼운, 라이브 이렇게 4개의 판이 있다.
- 소호(SOHO = Small Office, Home Office)판: 최신 컴퓨터에서 쓰기에 알맞으며 기본 GUI는 KDE이다. 오픈오피스, 자바, 김프, Xsane, CUPS, Xara Xtreme, 그리고 재정 관련 소프트웨어 등 여러 소프트웨어들이 담겨 있다. 디럭스판에는 여기에 몇 가지 소프트웨어가 더 담겨 있다.
- 표준(Standard)판: 최신 컴퓨터보다 약간 낡은 컴퓨터에서 쓰기에 알맞으며 기본 GUI는 Xfce이다. 디럭스판에는 몇 가지 소프트웨어가 더 담겨 있다.
- 가벼운(Light) 판: 더 낡은 컴퓨터(예를 들자면, RAM이 64메가바이트뿐인 컴퓨터 등)에서 쓰기에 알맞은 판이다. 기본 GUI는 JWM과 플럭스박스이며 웹 브라우저로는 오페라가 담겨 있다.
- 라이브(Live)판: 사용자가 파티션을 건드리고 하드디스크에 벡터리눅스를 설치할 필요 없이 벡터리눅스를 써볼 수 있는 판. 라이브판에서 벡터리눅스를 설치할 수도 있으며 여기서 소호판과 표준판으로 또 나뉜다.

## VasmCC
VasmCC(Vector Administrative and Services Menu Control Center)는 벡터리눅스의 시스템 설정 관리기로 이것을 통해 디스크 파티션부터 X 윈도 시스템 서버까지 모든 부분을 건드릴 수 있다. 2.0판부터 등장한 소프트웨어이며 3.2 소호판부터는 GUI 프론트엔드도 추가되었다. VasmCC를 쓰지 않고 netconfig, alsaconf 등을 쓰는 것도 가능하다.

## 꾸러미 관리
벡터리눅스에서는 slapt-get으로 꾸러미를 관리하는데 원래 벡터리눅스에는 이 관리기의 GUI 프론트엔드가 VL-APT와 Gslapt 이렇게 2개 있었다. VL-APT는 벡터리눅스 제작자들이 만든 것이고 Gslapt는 slapt-get의 제작자가 만든 것이다. 그러나 slapt-get의 판이 올라가면서 사용하는 꾸러미의 형식이 바뀜과 함께 VL-APT는 사실상 쓸모가 없게 되었고 이에 따라 벡터리눅스 제작자들은 VL-APT를 버리고 오늘날 slapt-get의 GUI 프론트엔드 자리에는 Gslapt만이 남게 되었다. 이 밖에도 터카아니 리눅스에서 가져온 pkgtools를 작업의 빠르기가 더 빠르도록 개량해서 사용하지만 현재 판올림이 되지 않고 있다.

## 같이 보기
- 리눅스 배포판 비교

## 참조
1. ↑  Distribution Release: VectorLinux 7.2